# Oncidium varicosum var. Baldin
Oncidium varicosum var. Baldin  es una especie de orquídeas del género Oncidium  de la subfamilia Epidendroideae, familia Orchidaceae.

## Etimología
Estas orquídeas Oncidium se agrupan dentro de las llamadas de dama danzante.
Sinónimos:

- Oncidium insigne

El nombre científico:

"Oncidium" del griego = "hinchazón", "tubérculo", "tumor".

"varicosum" Venas varicosas.

Variedad: felicio Baldin.

## Hábitat
Esta especie es oriunda de Brasil, Paraguay y Norte de Argentina. Esta Orquídea se desarrolla sobre árboles. Zona de clima húmedo de baja montaña alturas de 1200 a 1800 metros. 

## Descripción
El Oncidium varicosum var. Baldin es una orquídea epífita y ocasionalmente litófita con pseudobulbos ovoides aplastados lateralmente de los que salen apicalmente dos hojas coriáceas estrechas oblongo linguladas, las basales curvadas o péndulas.
En su centro emergen dos varas florales de numerosas y diminutas flores. Florecen en primavera y en otoño.
Posee un tallo floral paniculado.

Flores con la base del labio escalonado, los lados del lóbulo están vueltos, los finales de los lóbulos laterales están truncados haciendo dos esquinas en estos lóbulos que medio ocultan el lóbulo central. El sinus no es visible desde la mayoría de los ángulos.

Las flores se agrupan en racimo mediano de muchas flores de tamaño pequeño, de color amarillo pálido con mancha marrón oscuro casi negra en el callo.   

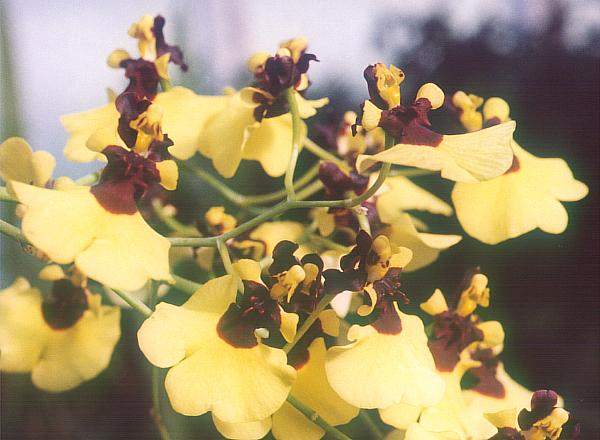
Tallo floral de Oncidium varicosum var. Baldin.

## Cultivo
Tiene preferencia de mucha claridad o con sombra moderada. Para cultivar se debe plantar en un tronco con la base recta no muy largo, para que se pueda mantener en pie y se coloca la orquídea atada a un costado de este.

Se pueden poner en el exterior como los Cymbidium para forzar la floración. En invierno conviene mantener el sustrato seco con pocos riegos. 
Florecen en Otoño y en Primavera.